# Église Saint-Martin d'Arthon
Pour les articles homonymes, voir Église Saint-Martin et Saint Martin.
L'église Saint-Martin d'Arthon est une église catholique française. Elle est située sur le territoire de la commune d'Arthon, dans le département de l'Indre, en région Centre-Val de Loire.

## Situation
L'église se trouve dans la commune d'Arthon, au centre du département de l'Indre, en région Centre-Val de Loire. Elle est située dans la région naturelle de la Brenne. L'église dépend de l'archidiocèse de Bourges, du doyenné de Châteauroux et de la paroisse de Bon-Pasteur.

## Histoire

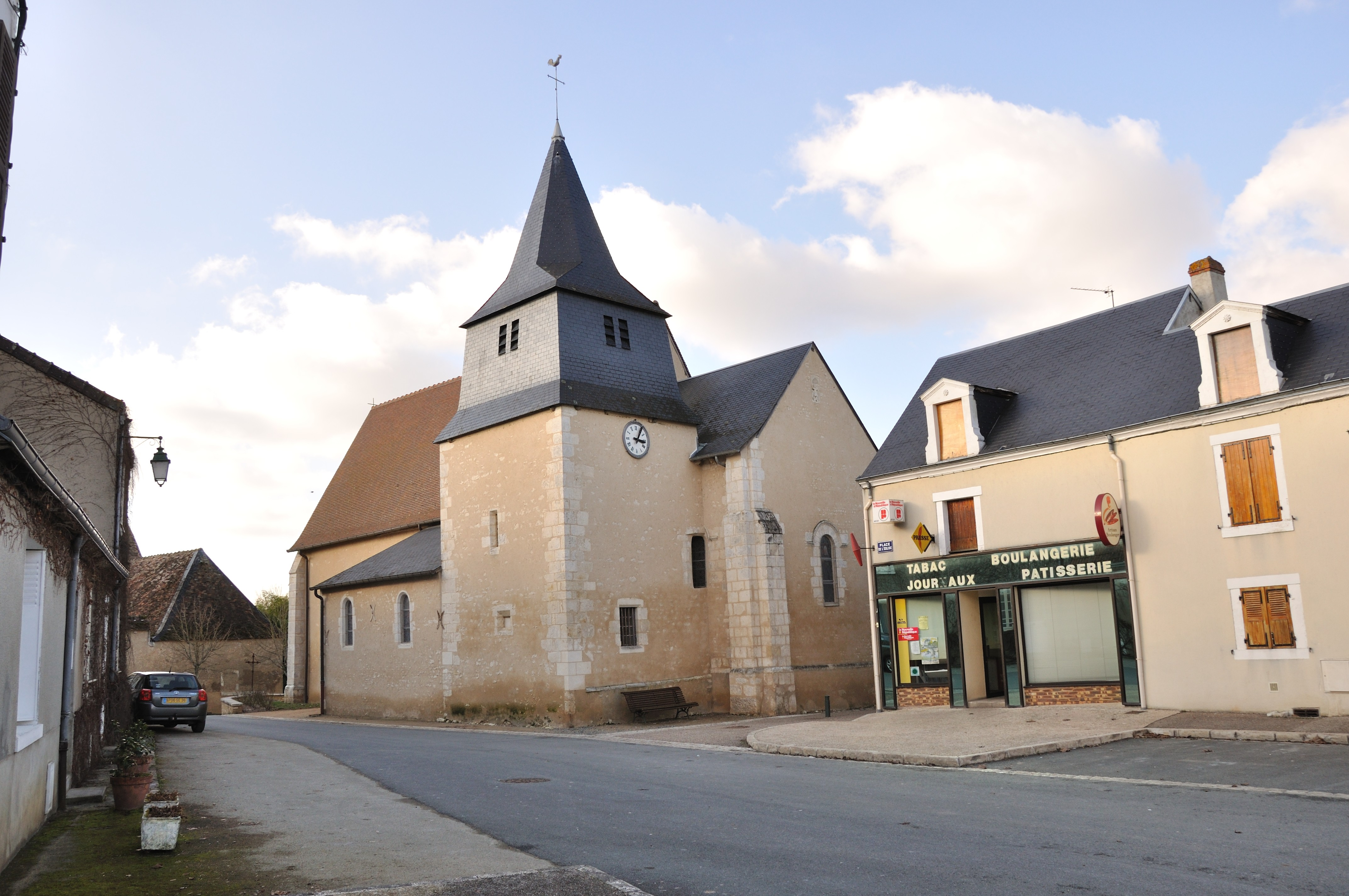
L'église Saint-Martin, en 2011.